# Туре Андре Флу
Ту̀ре Андрѐ Флy (на норвежки: Tore André Flo) е норвежки футболист роден на 15 юни 1973 г. в село Стрюн, община Стрин, област Согн ог Фьоране, Норвегия. След като през сезон 2008 – 2009 играе за английския МК Донс е без контракт и практически той се е отказал от футбола, но той се завръща през март 2011 като играч на Согндал Фотбал. Братята му Йостейн и Ярле и братовчед му Хавард също са били професионални футболисти. Туре е смятан за свободен нападател със страхотен контрол и голови възможности, въпреки височината си. На моменти от своята кариера е наричан „златна резерва“, заради навика си да вкарва важни голове след като влиза от пейката. Играл е и за много известни клубове като Челси и шотландския ФК Рейнджърс.